# Aviá Teraí
Avia Terai est une localité argentine située dans la province du Chaco et dans le département d'Independencia.